# Arnold Chernushevich
Arnold Petrovich Chernushevich –en ruso, Арнольд Петрович Чернушевич– (15 de enero de 1933-2 de septiembre de 1991) fue un deportista soviético que compitió en esgrima, especialista en la modalidad de espada.
Participó en dos Juegos Olímpicos de Verano en los años 1956 y 1960, obteniendo una medalla de bronce en Roma 1960 en la prueba por equipos. Ganó cuatro medallas en el Campeonato Mundial de Esgrima entre los años 1958 y 1962.

## Palmarés internacional
| Juegos Olímpicos   | Juegos Olímpicos            | Juegos Olímpicos  | Juegos Olímpicos   |
| Año                | Lugar                       | Medalla           | Prueba             |
| ------------------ | --------------------------- | ----------------- | ------------------ |
| 1960               | Roma (Italia)               | Medalla de bronce | Espada por equipos |
| Campeonato Mundial |                             |                   |                    |
| Año                | Lugar                       | Medalla           | Prueba             |
| 1958               | Filadelfia (Estados Unidos) | Medalla de bronce | Espada individual  |
| 1959               | Budapest (Hungría)          | Medalla de plata  | Espada por equipos |
| 1961               | Turín (Italia)              | Medalla de oro    | Espada por equipos |
| 1962               | Buenos Aires (Argentina)    | Medalla de bronce | Espada por equipos |